# Arrows A10
Pour les articles homonymes, voir A10.
Chronologie des modèles (1987)
Arrows A9 Arrows A10B
L'Arrows A10 est une monoplace de Formule 1 conçue par Ross Brawn et engagée par Arrows en 1987. Elle est pilotée par le Britannique Derek Warwick, en provenance de Brabham Racing Organisation, et par l'Américain Eddie Cheever, qui vient de Team Haas Lola.

## Historique
Quand BMW annonce son intention de se retirer officiellement à la fin de 1986, Arrows négocie un accord avec le soutien de son principal commanditaire USF&G pour utiliser le moteur BMW sous la dénomination Megatron. Les moteurs sont préparés en Suisse par Heini Mader, l'ancien mécanicien de Joseph Siffert.
Ross Brawn dessine l'A10 de manière à intégrer au mieux le moteur Megatron ex-BMW. Le duo de pilotes est totalement renouvelé avec Derek Warwick (ex-Brabham) et Eddie Cheever en provenance d'Alfa Romeo. Les progrès sont surprenants, surtout en qualifications, point faible d'Arrows. Cheever se classe quatre fois dans les points et Warwick deux fois. Le moteur est toujours cause de nombreux abandons et Arrows termine le championnat sixième avec 11 points. 

## Résultats en championnat du monde de Formule 1
| Saison | Écurie                | Moteur               | Pneumatiques | Pilotes       | Courses | Courses | Courses | Courses | Courses | Courses | Courses | Courses | Courses | Courses | Courses | Courses | Courses | Courses | Courses | Courses | Points inscrits | Classement |
| Saison | Écurie                | Moteur               | Pneumatiques | Pilotes       | 1       | 2       | 3       | 4       | 5       | 6       | 7       | 8       | 9       | 10      | 11      | 12      | 13      | 14      | 15      | 16      | Points inscrits | Classement |
| ------ | --------------------- | -------------------- | ------------ | ------------- | ------- | ------- | ------- | ------- | ------- | ------- | ------- | ------- | ------- | ------- | ------- | ------- | ------- | ------- | ------- | ------- | --------------- | ---------- |
| 1987   | USF&G Arrows Megatron | Megatron M12/13 L4 T | Goodyear     |               | BRÉ     | SMR     | BEL     | MON     | DET     | FRA     | GBR     | ALL     | HON     | AUT     | ITA     | POR     | ESP     | MEX     | JAP     | AUS     | 11              | 7e         |
| 1987   | USF&G Arrows Megatron | Megatron M12/13 L4 T | Goodyear     | Derek Warwick | Abd.    | 11e     | Abd.    | Abd.    | Abd.    | Abd.    | 5e      | Abd.    | 6e      | Abd.    | Abd.    | 13e     | 10e     | Abd.    | 10e     | Abd.    | 11              | 7e         |
| 1987   | USF&G Arrows Megatron | Megatron M12/13 L4 T | Goodyear     | Eddie Cheever | Abd.    | Abd.    | 4e      | Abd.    | 6e      | Abd.    | Abd.    | Abd.    | 8e      | Abd.    | Abd.    | 6e      | 8e      | 4e      | 9e      | Abd.    | 11              | 7e         |

Légende : ici 